# 小澤雄志
小澤 雄志（おざわ ゆうし、1981年11月28日 - ）は、東京都杉並区出身の俳優。

## 出演

### 映画
- ショウタイムセブン (2025年／監督:渡辺一貴)
- 2階に恐竜がいる (2024年／監督:増本竜馬)
- 闇の経絡 (2024年／監督:及川玲音)
- 十一人の賊軍 (2024年／監督:白石和彌)
- 隣人X -疑惑の彼女-  (2023年／監督:熊澤尚人)
- golden time CO (2023年／監督:神田洋二郎)
- ファンファーレ (2023年／監督:吉野竜平)
- 658km、陽子の旅 (2023年／監督:熊切和嘉)
- サーチライト -遊星散歩-（2023年／監督：平波亘）
- 対話する世界（2022年／監督：田口敬太）
- そばかす（2022年／監督：玉田真也）
- おーい！どんちゃん（2022年／監督：沖田修一）
- この子は邪悪（2022年／監督：片岡翔）
- アリスの住人（2021年／監督：澤佳一郎）
- いる（2021年／監督:礒部泰宏）
- すばらしき世界　(2021年／監督：西川美和)
- おらおらでひとりいぐも（2020年／監督:沖田修一）
- 浅田家！（2020年／監督:中野量太）
- the  believers ビリーバーズ（2020年／監督:平波亘)
- 長いお別れ（2019年／監督：中野量太）
- 愛がなんだ（2019年／監督：今泉力哉）
- スタートアップ・ガールズ（2019年／監督:池田千尋）
- みそら（2019年／監督:黒澤悠大）
- 小世界（2018年／監督：田口敬太）
- Music Of My Life（2017年／監督：岡元雄作）
- 過ちスクランブル（2017年／監督：川村清人）
- 世界を変えなかった不確かな罪（2017年／監督：奥田裕介）
- 永い言い訳（2016年／監督：西川美和）
- 湯を沸かすほどの熱い愛（2016年／監督：中野量太）
- 64（ロクヨン）後編（2016年／監督：瀬々敬久）
- ふうせん、ふふふ そら、ららら（2016年／監督：片岡翔）
- 東京の日（2015年／監督：池田千尋）
- たまごちゃんとコックボー（2015年／監督：片岡翔）
- 4時45分（2014年／監督：三宅唱）
- 彼女がドレスを脱ぐ理由（2014年／監督：谷口雄一郎）
- チチを撮りに（2013年／監督：中野量太）
- なんにもでてこない話（2013年／監督：片岡翔）
- 桜並木の満開の下に（2012年／監督：舩橋淳）
- ポッポー町の人々（2012年／監督：鈴木卓爾）
- ヒゲとリボン（2012年／監督：片岡翔）
- 労働者階級の悪役（2012年／監督：平波亘）
- ゆく人、くる人（2011年／監督：天野千尋）
- 新しい生活（2011年／監督：川村清人）
- party（2011年／監督：片岡翔）
- 夕闇ダリア（2010年／監督：池田千尋）

### TV
- 海のはじまり 第1話(2024年、フジテレビ)
- 街並み照らすヤツら 第8話(2024年、日本テレビ)
- 新空港占拠 第1話(2023年、日本テレビ)
- 杉咲花の撮休 最終話(2023年、WOWOW／監督:三宅唱)
- メンタル強め美女白川さん（2022年4月7日 - 6月23日、テレビ東京）- 田中剛志 役[1]
- フルーツ宅配便 第9話／テレビ東京（2019年／演出：沖田修一）
- 満願 最終夜／NHK総合（2018年／演出：熊切和嘉）
- 60 誤判対策室(第4話 )／WOWOW（2018年／演出：熊切和嘉）
- Life Again〜再生〜＜温泉兄妹＞／テレビ静岡（2011年／演出：池田千尋）

### CM
- 消臭力コンパクト「小さなヒーロー」篇(2024年)
- ピザーラ de マリアッチ♪(2024年)
- ブルボン フェットチーネグミ「変わっちまった」篇(2023年)
- ブルボン フェットチーネグミ「密着！！松村北斗」篇(2023年)
- ANA「世界を近くに、ANA」ニューヨーク篇(2023年)
- ソフトバンク「今日も、誰かを支える人へ」篇(2022年)
- 朝日新聞デジタル「私の決め手 / 『なんで？』に答えるために」篇(2022年)
- 三菱UFJフィナンシャル・グループ「サステナブルしちゃう日。〜Sustainable Moments(2022年)
- 株式会社村田製作所「 あった！あった！「ムラタのチャレンジ」篇」(2021年)
- 株式会社ベネッセコーポレーション「 チャレンジ1ねんせい『いろんなチャレンジ』」篇(2021年)
- 株式会社クボタ「クボタが描く未来　大空間ピュアウォッシャー技術」篇(2021年)
- リンナイ株式会社「乾太くんがやってきた」篇(2018年)
- 江崎グリコ ジャイアントコーン（2016年）
- ローソン 100円おにぎり（2016年）
- 日清食品webCM ミルクシーフードヌードル（2014年）

### WEB
- ハーティストストーリー(第1話)／webドラマ　(2020年／監督:池田千尋)
- 呪怨:呪いの家(シーズン1-1 )／Netflix（2020年／演出：三宅唱）
- 火花（第6話）／Netflix（2016年／演出：沖田修一）

### PV
- 倉庫内作業員の恋〜So Good Night／倉内太（2012年／監督：平波亘）
- tokyo friday／タカハシコウスケ（2012年／監督：天野千尋）
- リリー／anatakikou（2005年／演出：山下敦弘）

### DVD
- あなたの知らない怖い話4（2012年／監督：頃安祐良）

### 舞台
- ラブストーリー2〜東京の歌〜（2014年）
- 玄朴と長英（2014年）
- ラブストーリー〜東京の空〜（2014年）
- 甘い感情（2012年）
- ワンダーランド（2011年）
- この街の冬（2010年）
- ミブロ〜新撰組転落記（2010年）